# Chloroscirtus discocercus
Chloroscirtus discocercus är en insektsart som beskrevs av Rehn, J.A.G. 1918. Chloroscirtus discocercus ingår i släktet Chloroscirtus och familjen vårtbitare. Inga underarter finns listade i Catalogue of Life.